# 威德維爾 (亞利桑那州)
威德維爾（英語：Weedville）是位於美國亞利桑那州馬里科帕縣的一個非建制地區。該地的面積和人口皆未知。

## 地理
威德維爾的座標為33°36′50″N 112°12′56″W / 33.61389°N 112.21556°W，而該地的平均海拔高度為365米（即1197英尺）。